# Страна великанов
Giantland (в переводе с английского: «Страна великанов») — короткометражный анимационный фильм с участием Микки Мауса, созданный компанией Walt Disney Productions и выпущенный 25 ноября 1933 года.

## Сюжет
История начинается в Испании когда  злой Великан Румпелватт правил. Он очень злой король и никогда он не ухаживает его людей и всех людей были напугали о нем. Однажды Король Румпелватт был в его дворец когда он услышал на землю была одна храбрая девушка по имени Берта (Она будет супруга короля Артура из мультфильма волшебный меч поисках Камелот) она сказала людям что они не проголосовали его чтобы он быть король и он делает это сама себе но Она убит его. Когда Король Румпелватт услышал что сказала молодая женщина он был  расстроен но он влюбил неё и он хочет захватить её чтобы он делает её его королева и это случилось но Мудрый король Артур (из мультфильма волшебный меч поисках Камелот) напугал о жизни своей любимой девушке он быстро бежит и поднялся в Бобовый стебель и он подошёл к дворцу великана и увидел ужасное зрелище и он был расстроен тоже. Великан Румпелватт пытался Нарушат его любимую Берту но Король Артур не переживать этого случится он схватил его волшебный меч Экскалибур и бежит за открытку двери и пришел внутри. Когда он увидел что Великан Румпелватт хочет съест её Он быстро бежит чтобы спасти её но Великан Румпелватт съел её но когда король Артур с мечом Эксалибуром выгнал табак из его рот он думает что Берта делает это. Румпелватт был расстроен и он вытащил её изо рта и начинает гоняться за ней разбивая пончики и соскабливая кусок масла (он не знает что король Артур из мультфильма волшебный меч поисках Камелот делать это). Король Артур чтобы спасти свою Берту он  катапулытмровал перец в лицо великана. Великан Румпелватт чихнул и Берта проснулась и когда она увидела великана она сердито схватила нож бросила его в него и убила великана. Она увидела короля Артура и с слёзы в её глазах она бегает и обнял его и сказала сейчас мы свободны. Король Артур поцеловал ее в губы и сказал: Ты хочешь замуж за меня?. Берта сказала:Да!. Когда они вернулись в  Земле и в Англии в Камелот Король Артур женился на ней и она станет Королева Берта из Камелота.

## Персонажи
- Великан Румпелватт
- Королева Берта (Супруга короля Артура из мультфильма волшебный меч поисках Камелот)
- Король Артур (Супруг королевы Берти из мультфильма волшебный меч поисках Камелот)
- Сэр Лайонел
- Леди Джулианна
- Кейли

## Озвучивание
- Уолт Дисней — Микки Маус
- Марселлит Гарнер — Элмер

## Создание
- Режиссёр: Берт Джиллет
- Продюсер: Уолт Дисней
- Композитор: Фрэнк Черчилль
- Аниматоры: Джонни Кэннон, Лес Кларк, Ugo D'Orsi, Клайд Джероними, Дик Хьюмер, Хэмильтон Ласки, Фред Мур, Билл Робертс, Бен Шарпстин, Frenchy de Tremaudan, Дик Уильямс и Сай Янг.

## Релиз
- США — 15 ноября 1933
- Великобритания — 5 января 1934
- Германия — 19 декабря 1934
- Италия — 1935
- Швеция — 14 января 1935

### Домашнее видео

#### Laserdisc
- Mickey Mouse: The Black and White Years — Volume One

#### DVD
- Walt Disney Treasures
  - Mickey Mouse in Black and White

## Название
- Оригинальное название — Giantland
- Германия — Im Lande der Riesen
- Италия — Topolino nel paese dei giganti
- Франция — Mickey au pays des Géants
- Швеция — I jättarnas land

## Награды
- Микки Маус получил звезду на аллее славы в Голливуде.
- В 1932 году Уолт Дисней получил Премию «Оскар» за выдающиеся заслуги в кинематографе — За создание Микки Мауса.